# Eriks Hale
Eriks Hale, eller Ærøs Hale, är en landtunga utanför staden Marstal på ön Ærø i Danmark.   Den ligger i Ærø kommun i Region Syddanmark, i den södra delen av landet, 160 km sydväst om Köpenhamn.
Områdets namn, Eriks Hale eller Ærøs Hale, är omtvistat.